# Otton Metzger
Otton Metzger (ur. 2 marca 1872, zm. 22 stycznia 1925 w Gdańsku) – komandor Marynarki Wojennej II RP.

## Życiorys
Otton Metzger urodził się 2 marca 1872. Został oficerem c. k. marynarki wojennej. Był absolwentem Akademii Marynarki Wojennej w Rijece. W latach 1892–1893 na pokładzie krążownika „Cesarzowa Elżbieta” odbył podróż morską do Indii, Oceanii, Australii, Chin i Japonii. Na kapitana marynarki 2 klasy (niem. Linienschiffsleutnants 2. Klasse) awansował ze starszeństwem z 1 listopada 1900 roku. W 1905 roku był komendantem placu w Splicie, w Chorwacji.
Po odzyskaniu niepodległości przez Polskę w 1919 został przyjęty do Wojska Polskiego. Akceptacja jego przyjęcia nastąpiła za wstawiennictwem szefa Departamentu dla Spraw Morskich po tym, jak pierwotnie jego wniosek został odrzucony (Metzger, mimo zamieszkiwania na ziemiach polskich, nie mówił biegle w języku polskim). 30 stycznia 1921 roku został zatwierdzony z dniem 1 kwietnia 1920 roku w stopniu pułkownika marynarki, w Korpusie Morskim. 30 marca 1921 roku został szefem Sekcji Organizacyjnej w Departamencie Spraw Morskich. 27 maja 1921 roku Naczelny Wódz mianował go dowódcą Flotylli Wiślanej. Od 1 kwietnia 1922 roku pełnił służbę na stanowisku inspektora flotylli rzecznych w Kierownictwie Marynarki Wojennej. 3 maja 1922 roku został zweryfikowany w stopniu komandora ze starszeństwem z 1 czerwca 1919 roku i 3. lokatą w korpusie oficerów Marynarki Wojennej, Korpus Morski. 1 marca 1924 roku został wyznaczony na stanowisko szefa Wydziału Wojskowego w Komisariacie Generalnym RP w Wolnym Mieście Gdańsku. Zmarł 22 stycznia 1925 w Gdańsku.
Otton Metzger był jednym z twórców polskiej Marynarki Wojennej. W 2010 roku jego nazwisko zostało umieszczone na tablicy pamiątkowej w siedzibie Dowództwa Marynarki Wojennej. 

## Odznaczenia
- Brązowy Medal Jubileuszowy Pamiątkowy dla Sił Zbrojnych i Żandarmerii
- Medal Pamiątkowy Podróży Morskiej 1892–1893
- Medal Wojenny Żelaznego Półksiężyca (Imperium Osmańskie)